# Az újságos fiú
Az újságos fiú (eredeti cím: The Paperboy) 2012-es amerikai bűnügyi-filmdráma, melyet Lee Daniels írt és rendezett Pete Dexter 1995-ös azonos című regénye alapján. A regényt igaz történet ihlette. A főszerepben Matthew McConaughey, Zac Efron, Nicole Kidman, David Oyelowo, John Cusack és Macy Gray látható. Producerei Daniels, Hilary Shor, Avi Lerner, Ed Cathell III és Cassian Elwes voltak.
A filmet a 2012-es cannes-i fesztiválon mutatták be 2012. május 24-én, világszerte pedig 2012. október 5-én. A vegyes kritikák ellenére Kidman alakítása Golden Globe és Screen Actors Guild Award jelölést kapott.

## Cselekmény
Egy riporter visszatér floridai szülővárosába, hogy egy halálraítélt ügyében nyomozzon.

## Szereplők
| Szerep             | Színész             | Magyar hang     |
| ------------------ | ------------------- | --------------- |
| Ward Jansen        | Matthew McConaughey | Nagy Ervin      |
| Jack Jansen        | Zac Efron           | Markovics Tamás |
| Yardley Acheman    | David Oyelowo       | Király Attila   |
| Anita Chester      | Macy Gray           | Agócs Judit     |
| Hillary Van Wetter | John Cusack         | Fekete Ernő     |
| Charlotte Bless    | Nicole Kidman       | Pápai Erika     |
| W.W. Jansen        | Scott Glenn         | Sörös Sándor    |
| Tyree Van Wetter   | Ned Bellamy         | Varga Tamás     |
| Ellen Guthrie      | Nealla Gordon       | Vándor Éva      |